# ブライアン・シックニック
ブライアン・デヴィッド・シックニック（Brian David Sicknick, 1978年7月30日 - 2021年1月7日）は、アメリカ合衆国の警察官である。合衆国議会警察に所属していたが、2021年の議会議事堂襲撃事件の翌日に脳卒中により自然死した。シックニックの遺体は議事堂ロタンダに公開安置され、アーリントン国立墓地に葬られた。ニュージャージー州サウスリバー育ちのシックニックは1997年から2003年までニュージャージー空軍州兵に務めていた。彼は1999年にサザン・ウォッチ作戦、2003年に不朽の自由作戦に参加した。その後シックニックはバージニア州スプリングフィールドに移り、2008年に議会警察に加わった。

## 生い立ちとキャリア

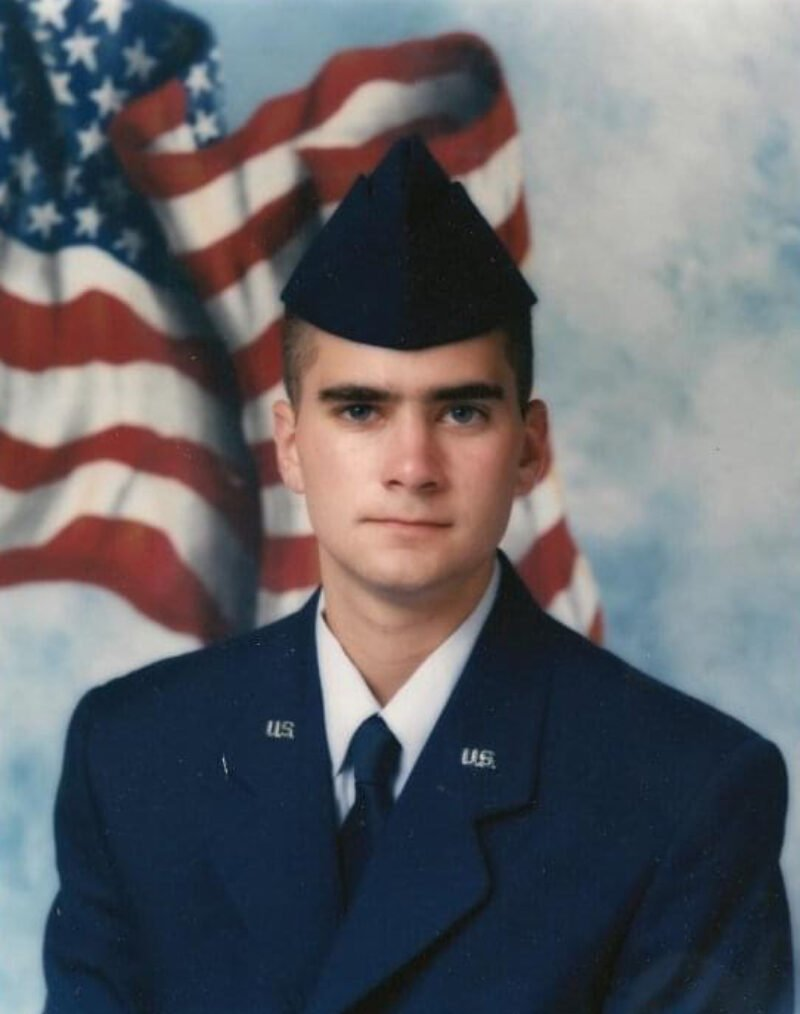
1997年の訓練時代の写真

シックニックはニュージャージー州ニューブランズウィックで母クラディスと父チャールズのあいだに生まれる。彼はニュージャージー州サウスリバーで3人兄弟の末っ子として育った 。1981年から1983年までにサウスリバーのホーリー・トリニティ・エピスコパル教会のキャリコ・キャット・プリスクールに通った。シックニックは電子工学を学ぶためにイースト・ブランズウィック工業高校に通うが、後に警察官を志すようになった。1997年に高校を卒業した。
警察官としての仕事を探すのに苦労したシックニックは「そのための手段」として1997年にニュージャージー空軍州兵に入隊した。彼は ジョイント・ベース・マクガイア・ディックス・レイクハーストの第108航空団に所属し、治安部隊の班員およびリーダーを務めた。1998年に彼は地元紙の『ホーム・ニュース・トリビューン』に手紙を書き、サッダーム・フセインに対してアメリカは強固な姿勢で臨むべきであると訴えた。
シックニックは1999年にサザン・ウォッチ作戦のためにサウジアラビア、2003年に不朽の自由作戦のためにキルギスタンに派遣された。シックニックは後にイラク戦争におけるアメリカ政府の戦略を批判した。2003年に彼は再び『ホーム・ニュース・トリビューン』の手紙を書き、兵士たちの士気低下に言及した。同年に彼は名誉除隊となった。最終階級は二等軍曹だった。
彼はニュージャージー州クランベリーで働いた後にバージニア州スプリングフィールドに移り、2008年7月に合衆国議会警察に加わった。彼の最初の任務の1つにはバラク・オバマの1回目の大統領就任式があった。2013年12月31日、シックニックはフェニックス大学で犯罪(Criminal justice)に関する学位を取得した。シックニックは2016年の大統領選挙ではドナルド・トランプを支持していたが、トランプの勝利後、下院議長のナンシー・ペロシのスタッフであったキャロライン・ベーリンガーが落ち込んでいた際に彼は慰めた。

## 議会議事堂襲撃事件

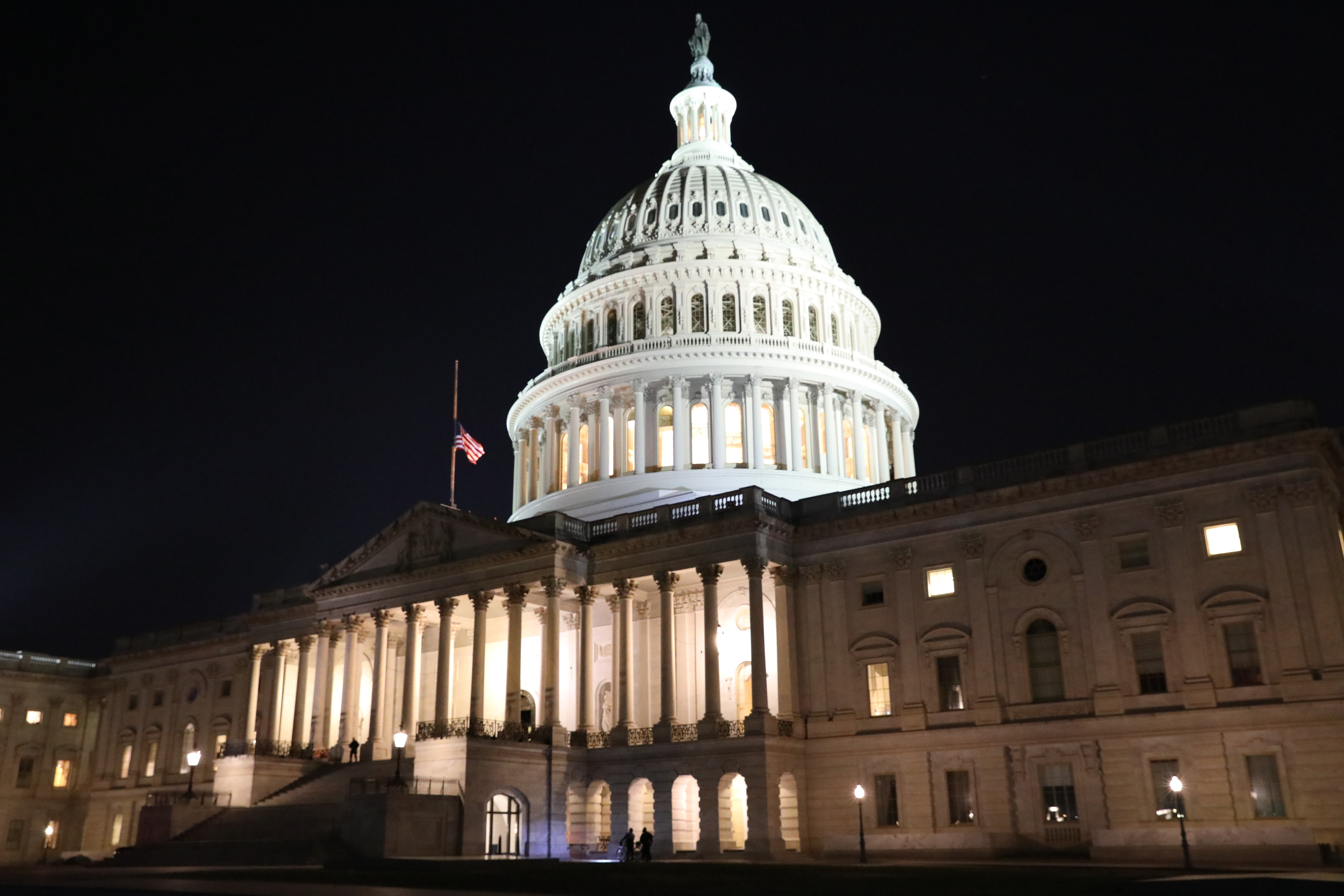
2021年1月12日にシックニックに敬意を表してアメリカ合衆国議会議事堂に半旗が掲げられた。

2021年1月6日、合衆国議会議事堂襲撃事件が発生した際にシックニックは警察のファースト・レスポンダー部隊の一員だった。彼は事件当日の夜に兄にテキストメッセージを送信し、トウガラシスプレーで2度攻撃を受け、「体調は良い」と報告していた。 彼の兄はまた、「明らかに彼は議事堂で倒れ、CPRによって蘇生された」と述べた。翌日までに彼は脳卒中を起こして血栓を患っており、人工呼吸器によって生き延びていた。彼の死の時期尚早な報告が法執行機関の間で広がってしまったことで記者とシックニックの家族に混乱を招いたが、その1時間後に議会警察によって噂は否定された。その後議会警察はシックニックが1月7日の午後9時30分頃に亡くなったことを発表した。彼の死亡時に家族はまだ病院に到着していなかった。
襲撃事件の翌日、シックニックは暴徒と物理的に接触した際に消火器で殴られて負傷したことが『ニューヨーク・タイムズ』紙上で匿名の議会警察官によって語られた。しかしながらこれを裏付ける証拠は発見されず、検死官も鈍器損傷の痕跡を見つけられなかった。『ニューヨーク・タイムズ』はその後主張を撤回し、当局は彼が消火器で殴られた証拠を発見できず、代わりにメイスや熊よけスプレーのような刺激物を顔面に噴射されたことが原因である可能性を調査していることを報じた。2月10日、CNNはFBIがシックニックの死に関連して捜査している容疑者のリストを絞り込んでいることを報じた。2月26日、当局は容疑者を1人に特定したことが報じられた。3月に熊よけスプレーでシックニックを攻撃した事で2人が逮捕された。
4月19日、首都ワシントンのフランシスコ・ディアズ検視局長は死因は脳卒中による自然死と公表した。身体内部の損傷も外傷も認められず、化学物質の噴霧によるアレルギー反応を示す証拠も一切なかったと断定し、死因が襲撃事件と関係があったとする事件直後のメディア報道を否定した。

## 追悼と葬儀

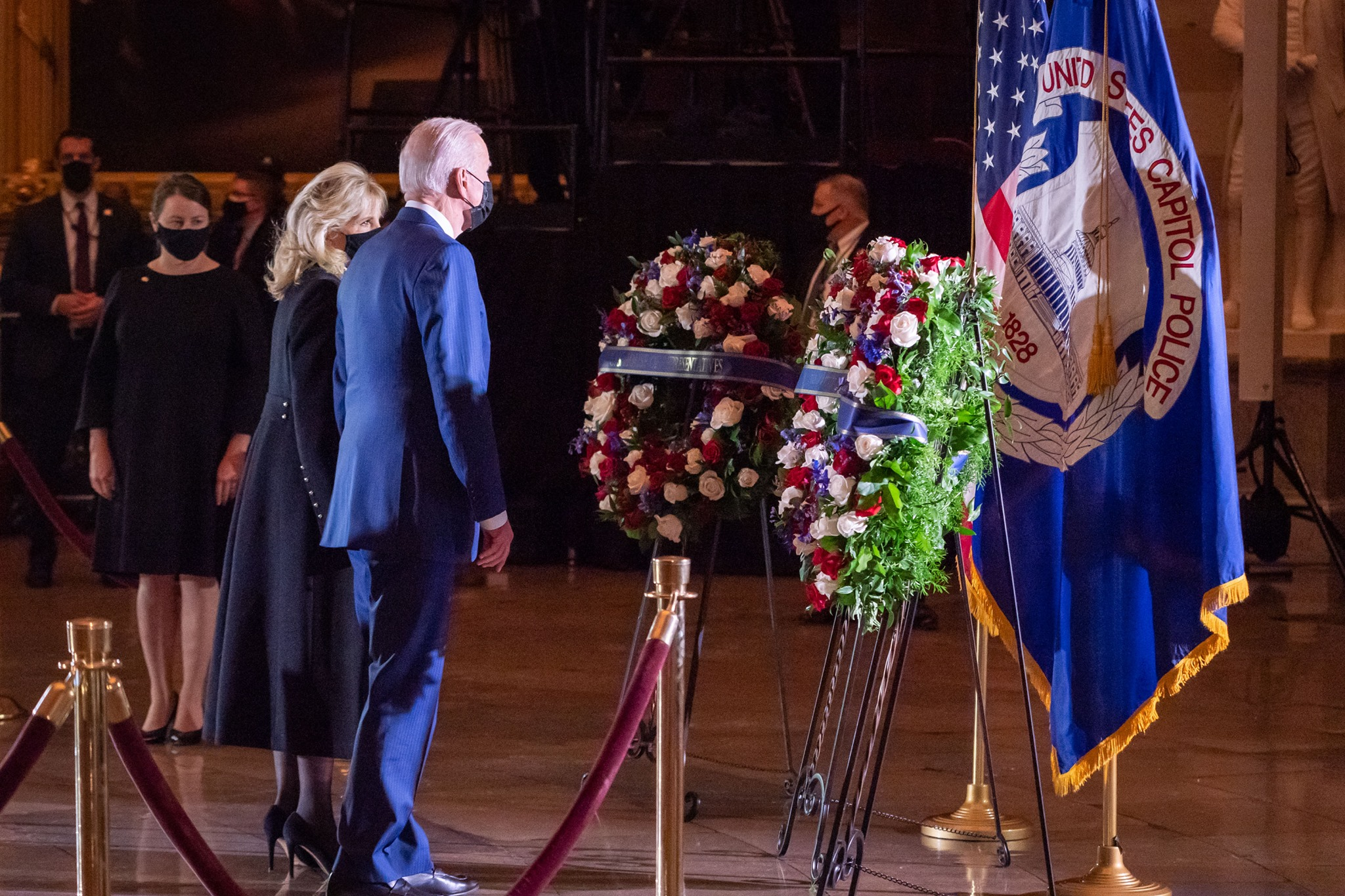
議事堂に安置されたシックニックの遺体と対面するジョー・バイデン大統領とジル・バイデン夫人。

2021年1月8日、ペロシ下院議長はシックニックに敬意を表して議事堂の旗を半旗にするように命じた。マイク・ペンス副大統領はシックニックへの追悼の意を表するために彼の家族に電話をかけ、またトランプ政権の副報道官は書面による声明を発表した。週末、トランプは1月10日から13日まで全ての連邦政府の建物、敷地、船舶で半旗を掲げるように命じた。またニュージャージー州知事とバージニア州知事も1月11日にそれぞれの州で半旗を掲げるよう命じた。
1月12日、ニュージャージー州サウスリバーのシックニックの故郷で追悼式が行われた。式典には彼の家族、ボブ・メネンデス上院議員、地元当局者が出席した。メネンデスはシックニックに敬意を表して議事堂に掲げられていた旗を彼の家族に贈った。シックニックの母校であるイースト・ブランズウィック工業高校は校内に樫の木を植える計画を発表した。
1月29日、ペロシと上院多数党院内総務のチャック・シューマーは議事堂ロタンダでシックニックの遺体を公開安置することを発表した。2月2日夜に議事堂の東正面で式典が始まり、大統領のジョー・バイデンとファーストレディのジル・バイデンが遺体の前で彼を悼んだ。翌2月3日には副大統領のカマラ・ハリスとセカンドジェントルマンのダグ・エムホフが数人の議員と警官と共に参列して彼に敬意を表した。同日中にシックニックの火葬された遺体は議事堂を出発し、アーリントン国立墓地に埋葬された。
2月8日、シックニックの家族たちはメトロポリタン警察署の3人の警官と共にNFLの名誉ゲストとして第55回スーパーボウルに出席した。
約一年後、シックニックのパートナーだった女性は、PBSの番組でのインタビューによると、二人とも事件前はドナルド・トランプの支持者だったものの、現在はトランプに事件の責任があり刑務所にいれられるべきだと考えているという。